# Держпром
Держпром, або Будинок Державної промисловості — перший радянський 13-поверховий хмарочос, пам'ятка архітектури в стилі конструктивізму, одна з трьох харківських висоток, збудована впродовж 1925—1928 років. Споруда розташовується на майдані Свободи в історичному центрі міста Харкова. 25 січня 2018 року Кабінет міністрів вніс Держпром до Державного реєстру нерухомих пам'яток України за категорією національного значення. 7 вересня 2023 року ЮНЕСКО внесла Держпром у список об'єктів для посиленого захисту.
Держпром неодноразово зазнав руйнувань через російські обстріли, 28 жовтня 2024 року КАБ-500 поцілила в один з корпусів будівлі.

## Назва
Будівлю планували побудувати для розміщення керівництва УСРР та керівних установ промислового сектора республіки. Споруді дали назву «Будинок державної промисловості». Через деякий час назва скоротилась до «ДДП», хоча зустрічалися й такі скорочення як: «Дімдержпром» і «Будинок Держпромисловості».

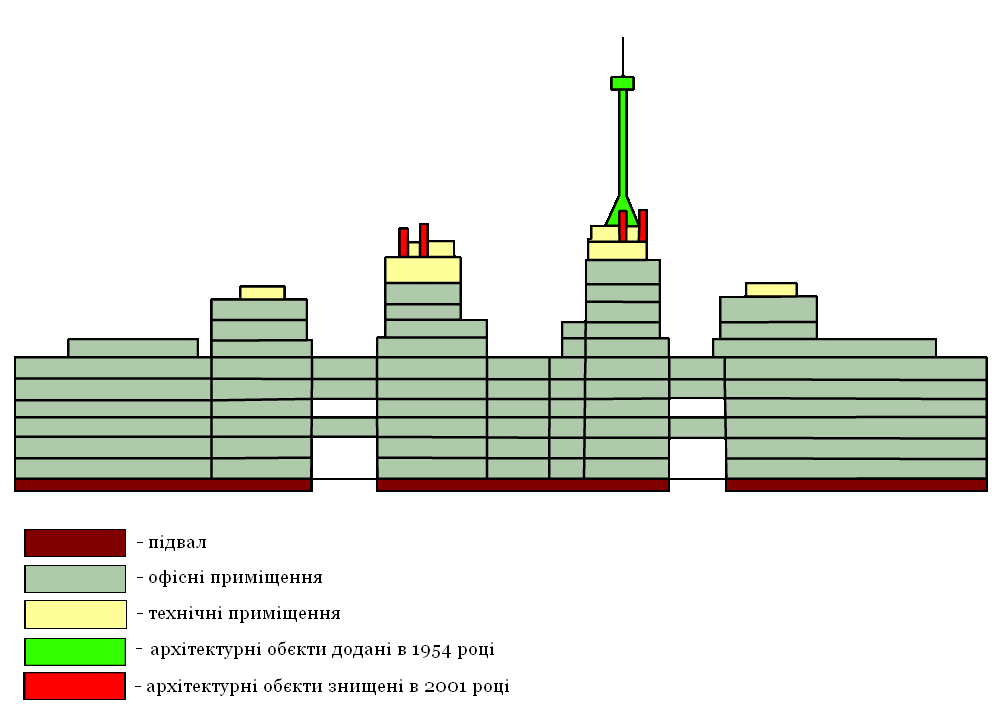
План Держпрому

З 21 листопада 1926 року хмарочос було офіційно названо «Дзержинським будинком»;[джерело?] проте згодом, зважаючи на те, що площа, де його будували, сама мала ім'я Дзержинського, було прийнято сучасну назву — «Держпром».
Багато письменників вигадували для хмарочоса власні наймення, як-от «дім-гора», «ковчег», «людський мурашник».[джерело?]

## Історія будівництва
У Харкові, який став столицею УСРР в грудні 1919 року, були відсутні споруди, які б підкреслювали столичний статус міста, де розміщувалися б управління, установи, трести й наркомати.

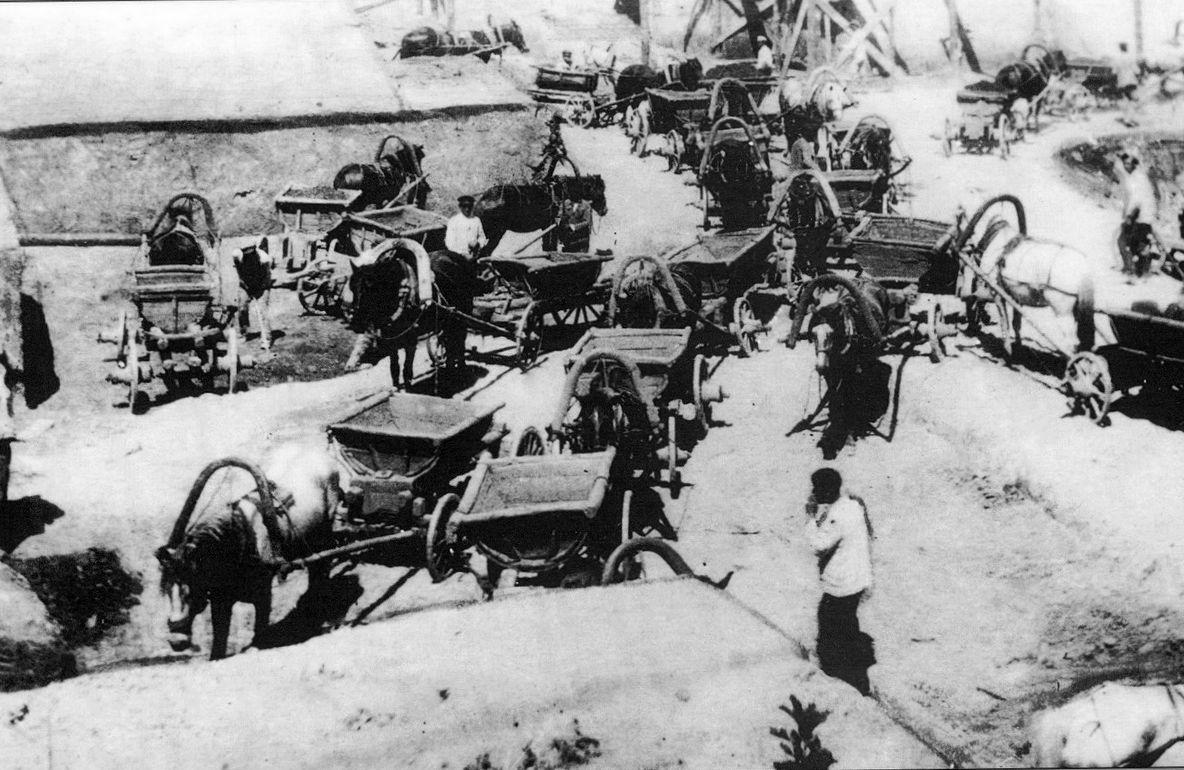
Земляні роботи (1925 рік)

21 березня 1925 року на засіданні Української економічної ради було представлено доповідну записку, яка пояснювала економічний зиск від спорудження офісної будівлі для організацій, що керували промисловістю УСРР. Було запропоновано організувати таке будівництво у 1925 році. У 1925 році було оголошено конкурс на кращий проєкт Будинку державної промисловості. Авторами конкурсної програми були інженер-будівельник Я. І. Кенський і професор Харківського технологічного інституту Олександр Молокін. На конкурс було представлено 19 проєктів. Першу премію отримала робота «Непроханий гість» ленінградських архітекторів Сергія Серафімова, Самуїла Кравця і Марка Фельгера. Також у цьому конкурсі на споруду Держпрому брав участь відомий український архітектор — академік Олексій Бекетов; але його традиційний «бекетівський» проєкт через «старомодність» не зміг конкурувати з молодими архітекторами конструктивізму.
Держпром призначався для розміщення Раднаркому, Промбанку, Держторгу, Зовнішторгу, Держплану, «Південсталі», «Хімвугілля», «Металосиндикату», «Цукротреста» та «Пайового товариства будівництва і експлуатації будинків держпромисловості», в яке входили 22 державних трести.

### Початок

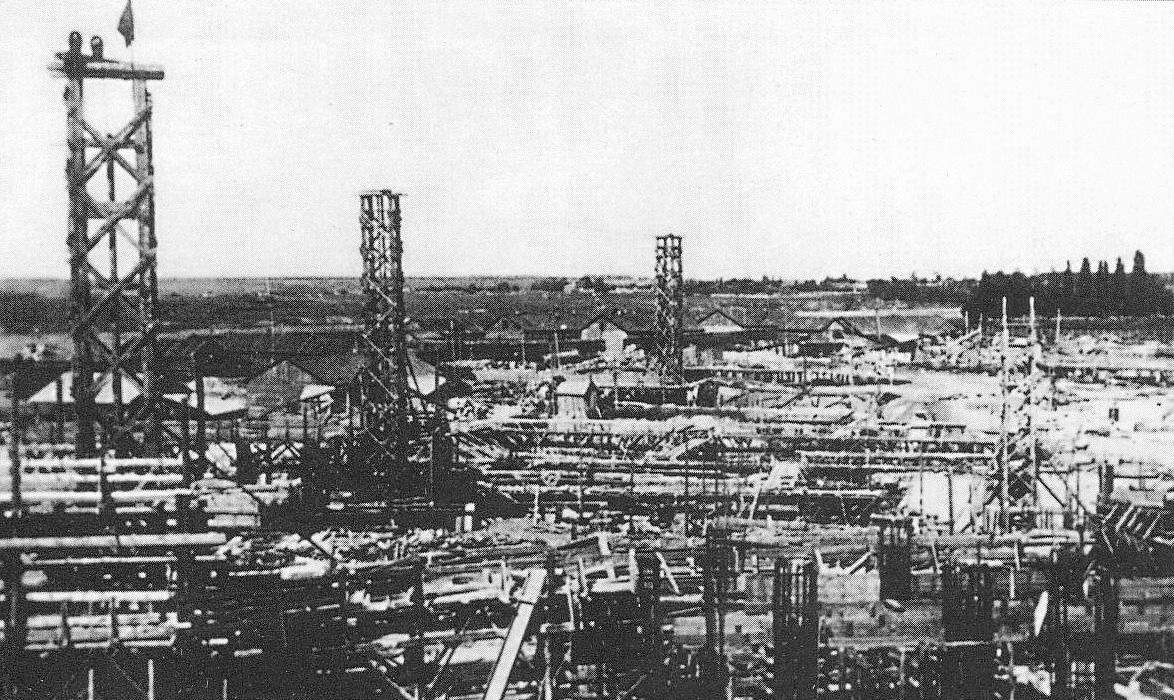
Будівництво Держпрому (1926 рік)

21 листопада 1926 р. відбулась урочиста закладка центрального корпусу Держпрому. На місці будівництва до початку будівельних робіт розташовувалася неосвоєна місцина. Замовники та проєктанти відмовилися від національної традиції синтезу мистецтв і намагалися створити нову інтернаціональну споруду без прикрас, де всі деталі підпорядковані тільки функціональному призначенню.
Керівником будівництва призначили інженера П. П. Роттерта. Кількість будівельників сягала від 4000 до 5000, взимку їх було 500—600 осіб). Загалом працезатрати склали 1 560 000 людино/днів. Будівельні роботи вели у три зміни. Земляні роботи над підмурками вели за допомогою людської та кінської сили, із застосуванням примітивних інструментів і механізмів — лопат, нош, візків, дробарок тощо. Будівники переважно вручну викопали в землі котлован під будівлю об'ємом 20 000 м³ і вивезли землю на кінській тязі на пласких возах— «грабарках».
При ритті котловану для шостого під'їзду було знайдено кістки мамонта. Нині кістки перебувають у музеї природи по вул. Трінклера.
На початку будівництва голова ВУЦВК («всеукраїнський староста») Григорій Петровський з помічниками заклали у фундамент будівлі срібну табличку: послання нащадкам про початок зведення Держпрому.
На будівництві були розроблені робочі креслення унікальної конструкції, підготовлені фахівці — кваліфіковані робітники й інженери, розроблена технологія індустріального залізобетону, точні розрахунки складних просторових рамних залізобетонних конструкцій і багато іншого. Будівлю Держпрому зводили методом «плавучої опалубки» — прогресивним на той момент — і тому вона фактично є монолітним масивом залізобетону. Звідси висока міцність будівлі. Існує й таке пояснення міцності, що Держпром складається з групи різновисоких башт, сполучених переходами, через що власні резонансні частоти башт, накладаючись одна на одну, значно послаблюють коливання всієї будови (цей метод застосовують у Японії при спорудженні хмарочосів у сейсмонебезпечних зонах).
Навесні 1926 року будівництво могли закрити через фінансові труднощі, але Павло Роттерт виїхав до Москви, де знаходить підтримку у Ф. Е. Дзержинського, та отримує позачергове фінансування будівництва.

### Закінчення

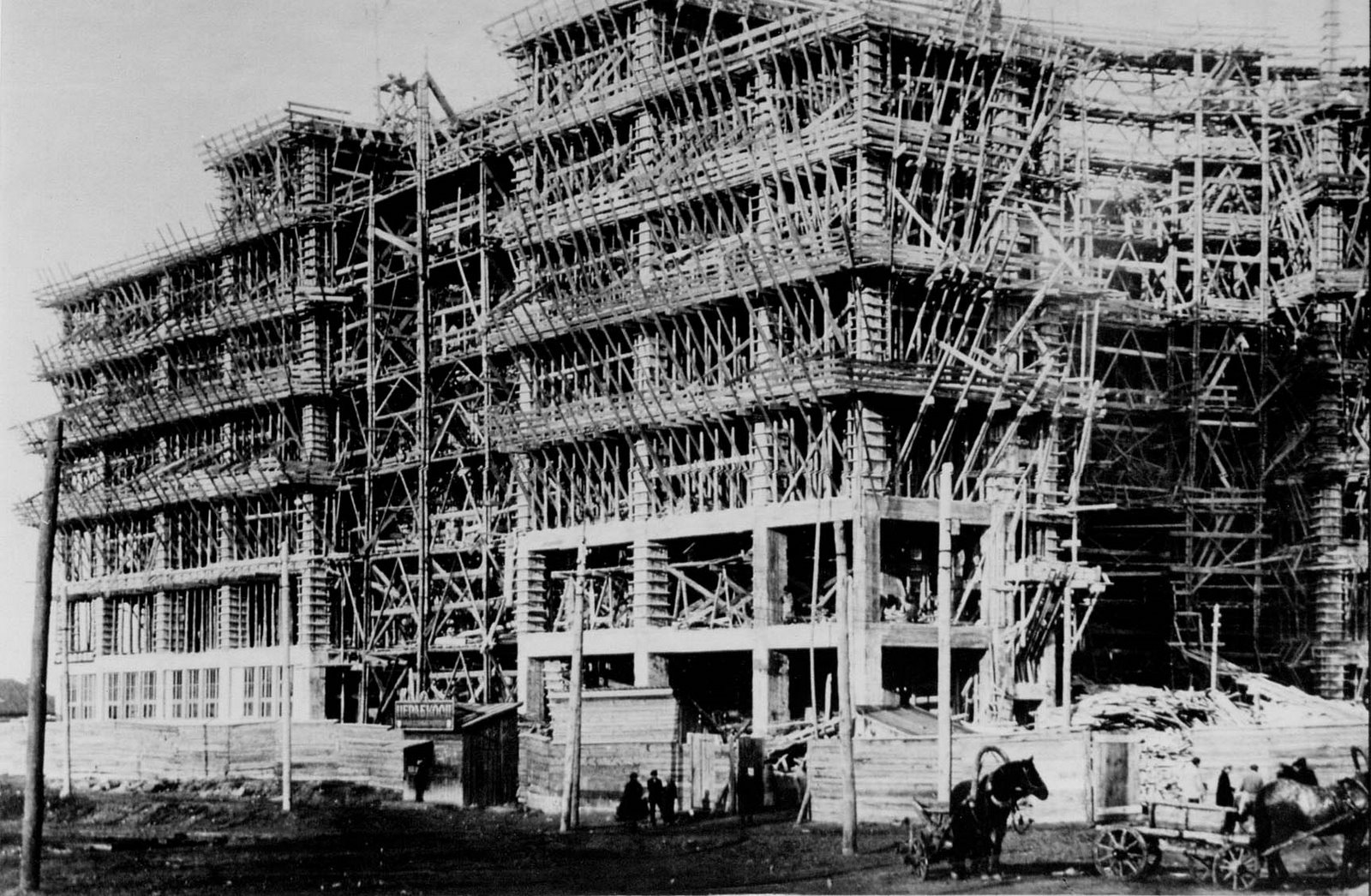
Будівництво (1927 рік)

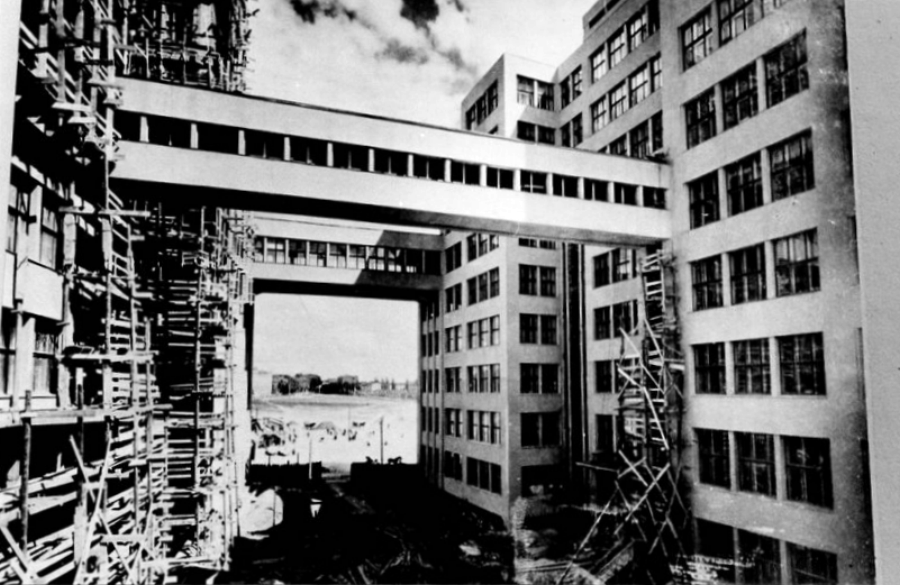
Будівництво Держпрому (1928 рік)

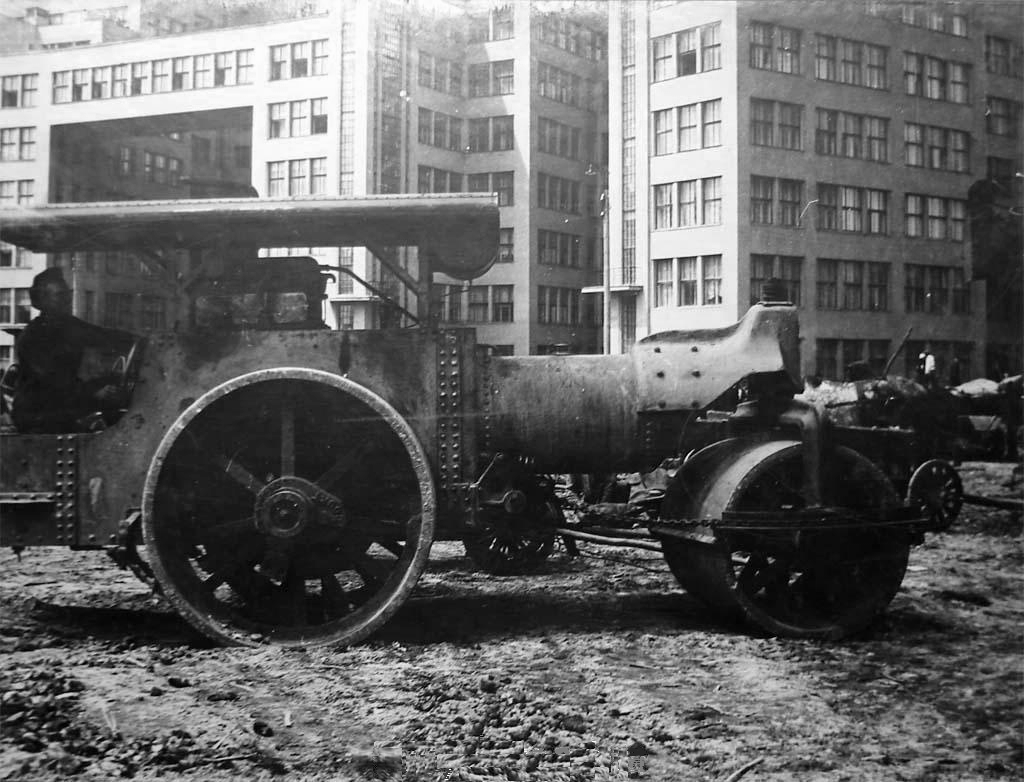
Коток на будівництві (1928 рік)

До закінчення будівництва роботи були механізовані на 80 %, обладнані механічна, ковальська, деревообробна і ряд інших майстерень. У будівництві використовується фарботерка, обладнана власна сушка лісу, механізований всередині будівельний транспорт. Пізніше розроблена технологія заливання бетону використовувалася при будівництві гідроелектростанцій.
Грандіозне для вітчизняної практики будівництво Держпрому було завершене у 2,5 сезони або за три роки (1925—1928 рр.) без допомоги іноземних фахівців. Урочисте відкриття «першого радянського хмарочоса» відбулося 7 листопада 1928 року, на честь одинадцятої річниці Жовтневої революції. Кошторисна вартість будівництва становила 950 000 радянських рублів, але в підсумку ця сума була перевищена більш ніж на 5 мільйонів радянських рублів. Готовий будинок Держпрому мав об'єм 347 000 м3 і площу 67 000 м2 , дев'ять веж різної висоти (від 6 до 13 поверхів) і три великі блоки. Дев'ять вестибюлів, широкі сходи та ліфти забезпечують легкий зв'язок між різними організаціями, розташованими в Держпромі. Центральна будівля Держпрому з'єднується з двома бічними на третьому, п'ятому і шостому поверхах.
У 1925—1928-х роках будівництво Держпрому відвідували такі відомі гості: політичні діячі Радянського Союзу К. Є. Ворошилов, Г. М. Кржижановський, В. В. Куйбишев, А. В. Луначарський, Г. К. Орджонікідзе, С. В. Косіор, Дмитро та Марія Ульянови; діячі науки академік АН СРСР Олександр Васильович Вінтер, академік ВУАН Агатангел Юхимович Кримський, Михайло Васильович Птуха, Г. А. Іванець і Н. В. Левченко.

## Експлуатація

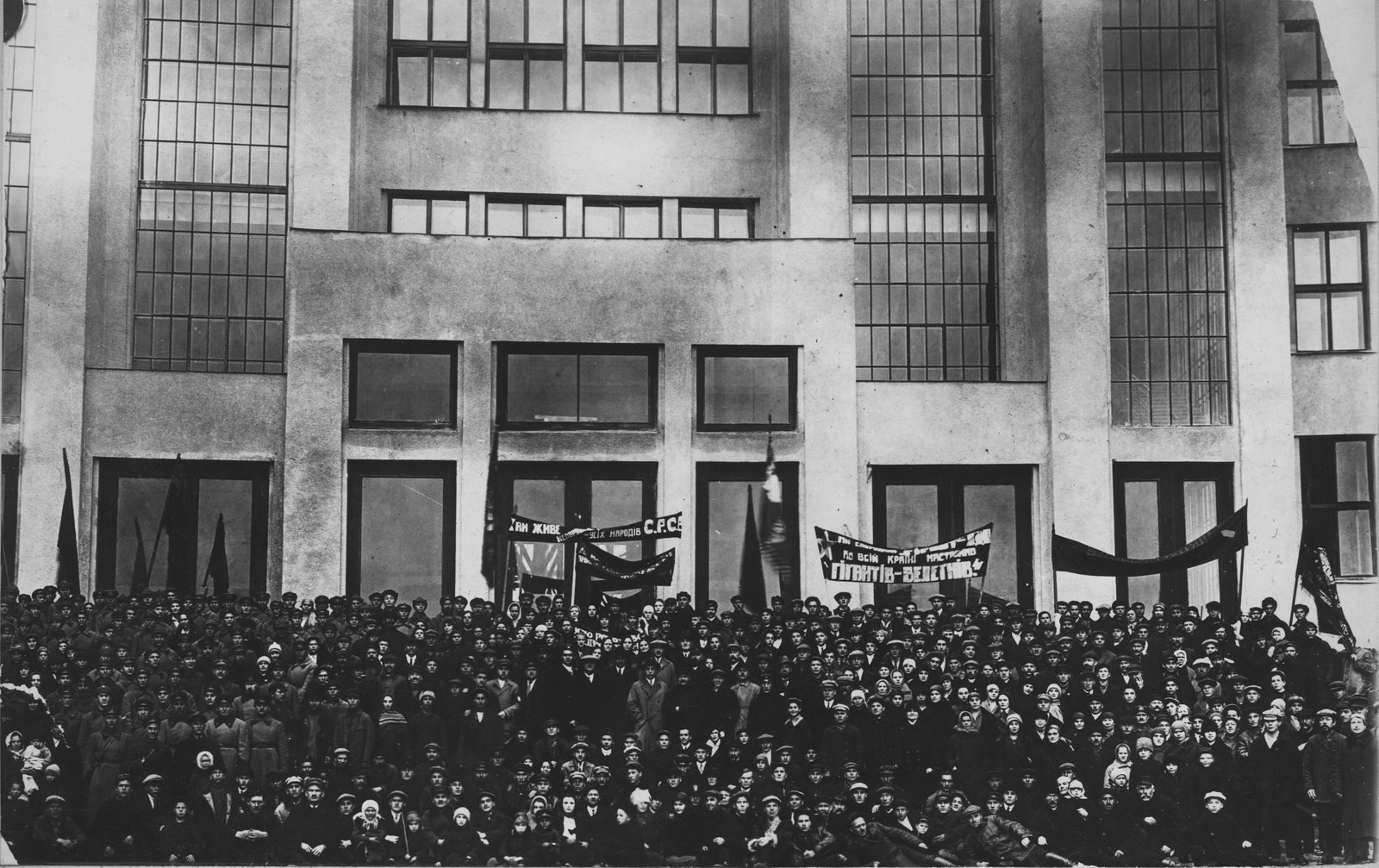
Учасники загальних зборів робітників та службовців будівництва Будинку Держпромисловості, присвячених завершенню будівництва, біля центрального корпусу Держпрому, 6 листопада 1928 рік

Одразу після введення хмарочоса в експлуатацію у будинок переїхали Держплан, Вища рада народного господарства, народні комісаріати України, металургійні, хімічні та машинобудівні управління і такі трести як «Коксобензил», «Хімвуголь», «Південсталь». Окрім офісів, у будинку були дві зали для засідань (на 1000 і 250 місць), їдальня, велика технічна бібліотека, власна автоматична телефонна станція, архів, радіостанція, поштово-телеграфна контора, ротапринтний відділ, пункт медичної допомоги, перукарня, готель і різні майстерні.
Будівля настільки вражала своєю висотою, що деякі люди порівнювали Харків із Нью-Йорком.
Після спорудження, з 1928 по 1934 рік, в будівлі розміщувалася Рада народних комісарів УСРР.
У 1930-х роках у зимовий період на опалювання будівлі щодня витрачалося до 25 тонн вугілля.
7 липня 1933 року у власному кабінеті в 5 під'їзді Держпрому, дізнавшись про наслідки Голодомору, вчиненого радянською владою, застрелився голова уряду УРСР, член ЦК ВКП(б) Микола Скрипник. Попри самогубство, його поховали з почестями.

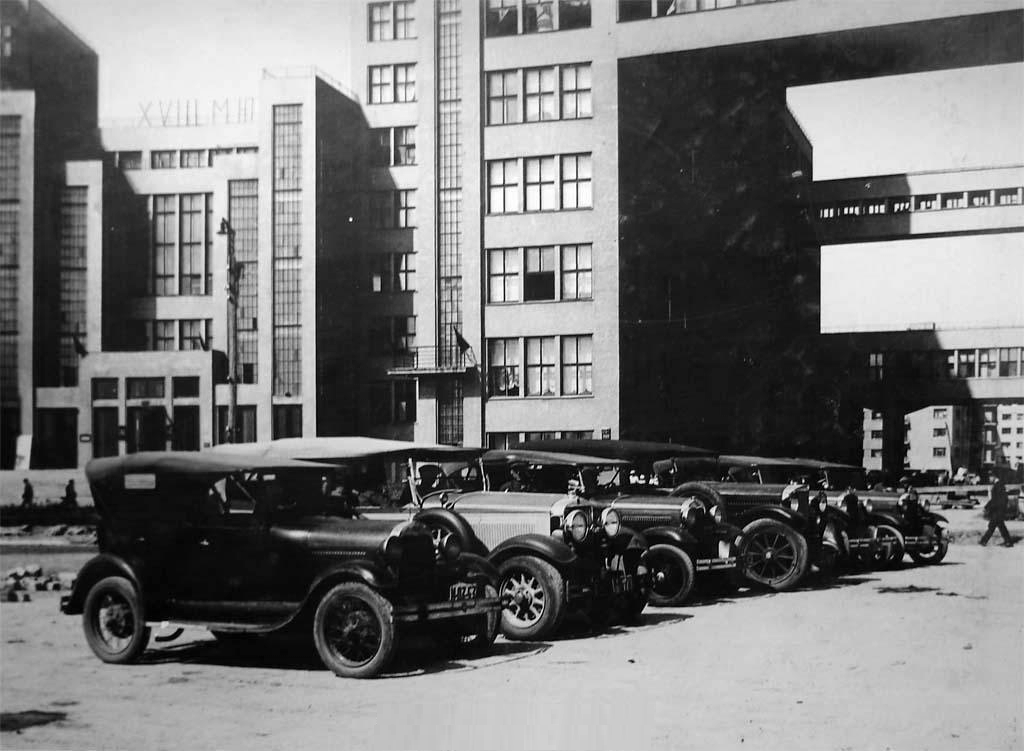
Автомобілі біля Держпрому (1930-ті роки)

Коли в 1934 році столиця повернулася до Києва, трести виїхали з будинку, сюди вселилися відділи облвиконкому.
Під час нацистської окупації 1941—1943 років на першому поверсі розмістили стайню. На інших поверхах хмарочоса жили мавпи (роду макака), що втекли з розташованого поряд зоопарку. Тварини дожили до 23 серпня 1943 року, на честь цієї події на 65-ту річницю звільнення міста, в серпні 2008 року, було відкрито пам'ятник на території зоопарку.
Перед відступом нацистських військ у серпні 1943 року, під час так званого «очищення» Харкова, німці замінували Держпром, як і багато інших будівель міста, але вибуху запобіг невідомий патріот, який при цьому загинув. Тоді будівлю підпалили, але залізобетонному Держпрому це не завдало шкоди.
Через низку підривних робіт і підпалів споруда була частково пошкоджена: згоріли двері, паркетні підлоги та віконні рами.
Із книги Едуарда Мойсейовича Звоницького і Олександра Юрійовича Лейбфрейда «Держпром» (1992 рік):
|  | За період окупації Держпром втратив всі шибки, були зруйновані системи вентиляції і опалювання, інші комунікації. Гітлерівці неодноразово намагалися висадити і підпалити будівлю, але її могутні монолітні конструкції витримали всі випробування. Згоріла тільки частина віконних рам, дверей, підлог, вийшло з ладу інженерне устаткування. Покидаючи Харків, фашисти замінували Держпром. У підвалі будівлі знайшли обвуглені останки людини зі слідами тортур і кульових ран. На думку фахівців, саме він зробив неможливим вибух мінних зарядів. Детально про це розповіла «Будівельна газета» 4 лютого 1986 року в статті "Операція «Пастка». Тільки одна велика пробоїна зяяла під перехідним містком, що примикає до 7 під'їзду. Вибухова хвиля вигнула віконні рами сходової клітки. У вестибюлі 7 під'їзду не стало зовнішніх вхідних дверей, фрамуги і турнікета, а також більшої частини паркетної підлоги на першому і третьому поверхах. Дах будівлі зяяв пробоїнами від бомб і снарядів, мертвими коробками застигли ліфти. |

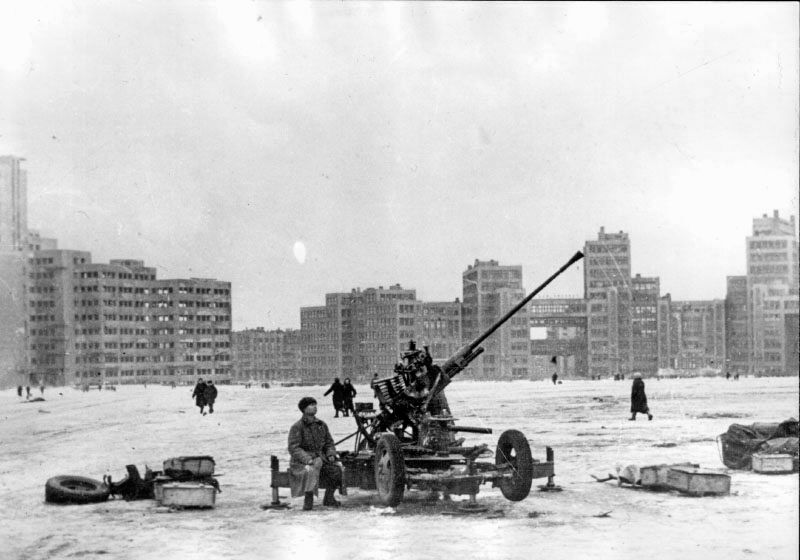
Радянський зенітник біля Держпрому
(1943 рік)

Відновлення «хмарочоса» від пошкоджень часів Другої Світової війни тривало в 1943—1947 роках. Відбудовував споруду завод «Світло шахтаря».
З моменту закінчення реставрації тут знову працювали трести: «Електромонтаж», «Південьспецбуд», «Теплоенергомонтаж», а ще науково-технічна бібліотека, а з 1949 року — перший в СРСР аматорський телецентр. Його перша передача вийшла в ефір 7 травня 1951 року, а в 1954 році над будівлею з'явилася башта телеантени. Спеціалісти вважають, що вона лише прикрасила будинок, розбавивши аскетичну симетрію конструктивістських глиб асиметричною вертикаллю в 45 м заввишки. Завдяки антені загальна висота будинку досягла 108 м.
До 350-річчя Харкова, у 2001 році, було розпочато реконструкцію Держпрому, розраховану до 2011 року.
Реконструкція Держпрому, що здійснюється сучасними методами 2001 року, займає у декілька разів більше часу, ніж весь час його будівництва примітивними методами в 1920-х роках. У вересні 2018 року було завершено роботи з реконструкції фасадів будівлі, після чого залишилося здійснити ремонтні роботи на 6 переходах між окремими частинами будівлі. Також планується замінити у будівлі інженерні комунікації та ліфти.

Держпром у 1955 році

Нині в Держпромі розміщено один із найбільших у Харкові масивів офісних приміщень, які орендують як державні, так і приватні фірми й організації (загалом орендарів близько 300; 96 із них — бюджетні організації). Тут розташовані передовсім владні структури: підрозділи обласної державної адміністрації, господарський суд, Харківський телецентр і телестудія.
На даху корпусу Держпрому, на якому встановлено телевежу, 24 серпня 2021 року було відкрито оглядовий майданчик (керівник проєкту реставрації майданчика — архітектор Володимир Лопатько). Дістатися майданчика можна через 6 під'їзд Держпрому; в ньому було замінено ліфт, при цьому нова кабіна точно повторює автентичну. Також було відреставровано вхідну групу під'їзду, хол, сходи і перехід між 6 і 7 під'їздом.

## Російські удари по інфраструктурі
Частково вікна у будівлі Держпрому були вибиті 1 березня 2022 року під час російського ракетного удару по будівлі обласної адміністрації на майдані Свободи. Ще раз скління вікон та вітражів у Держпромі були пошкоджені 2 січня 2024 року, коли російська ракета влучила поруч з будівлею, в Задержпром'ї. Тоді удар ракети ворога зачепив вікна у майже всій північно-західній частині будівлі, а також пошкодив іншу пам'ятку архітектури епохи конструктивізму.

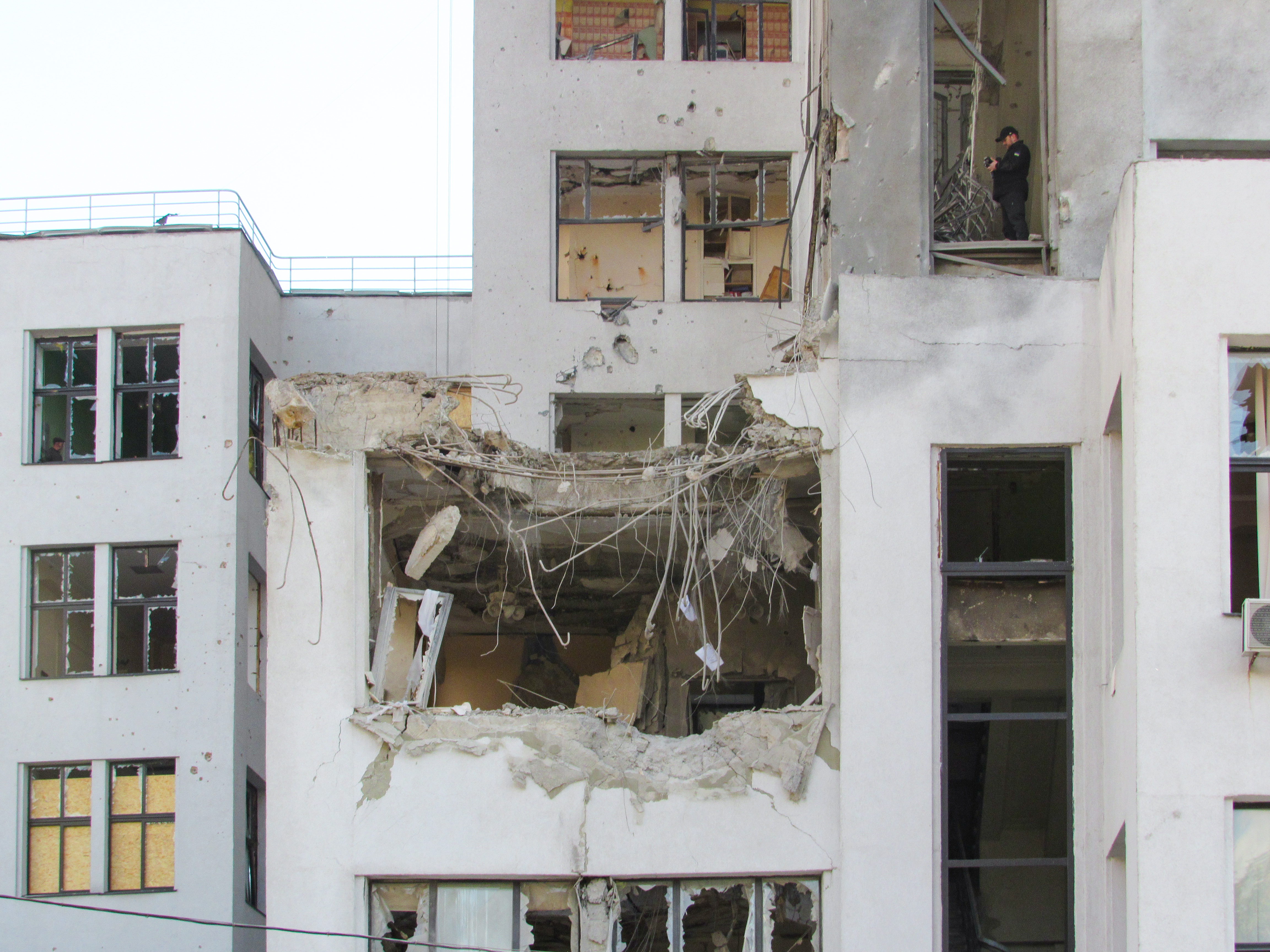
Наслідки російського влучання по будівлі Держпрому (29 жовтня 2024 року)

28 жовтня 2024 року під час повітряного обстрілу, завданого російськими окупантами, будівля Держпрому зазнала прямого влучання керованою авіаційною бомбою КАБ-500, яка вцілила в один з під'їздів адмінбудівлі, де розташований суд та інші установи. Внаслідок вибуху було частково зруйновано 2 та 3 поверхи. Бомба влучила безпосередньо в кабінет одного із суддів. Слідчим управлінням Головного управління Національної поліції в Харківській області за фактом порушення законів та звичаїв війни було відкрито кримінальне провадження за ч. 1 ст. 438 Кримінального кодексу України.
8 листопада 2024 року о 3:30 Росія знову намагалася вдарити по Держпрому, поціливши у площу перед будівлею. В результаті удару пошкоджено скління та вітражі у декількох корпусах. Удар прийшовся по зеленій зоні, де напередодні встановили відновлену після обстрілів різдвяну композицію Санта-Клауса на коні.

## Характеристики
- Висота будівлі Держпрому 63 м (до 2001 року висота становила 68 м, через демонтування труби висота зменшилась на 5 м). Разом із першою телевежею, встановленою в 1954 році, становить 108 м.
- Корисна площа приміщень Держпрому становить 60 000 м², площа ділянки забудови 10760 м².
- Об'єм Держпрому 347 000 м³. Матеріал споруди — монолітний залізобетон. Витрачено 1 315 вагонів цементу, 9 000 тонн металу, 3 700 вагонів граніту і 40 000 м² скла. У будівлі 4 500 віконних отворів, площа зовнішнього скління — 17 га[34].
- Між трьома великими корпусами розташовано вулиці Юри Зойфера і Ромена Роллана. Довжина мостових переходів над вулицями — 26 м.
- У хмарочосі працюють 12 ліфтів, які були виготовлені на «Московському заводі під'ємно-транспортних конструкцій»; ліфти підіймали вагу в 700 кг і рухалися зі швидкістю 0,65 м/с.
- Для опалення будівлі у підвалі було встановлено більше десятка опалювальних котлів, для яких за добу підводами доставляли 60 тонн вугілля. До котлів вугілля розвозили вагонетками, що рухалися по рейках, для організації їхнього руху в підвалі було збудовано також поворотне коло. Частина цього обладнання збереглася. З 1960 року в Держпромі діє централізоване опалення[35].

## Цікаві факти
- У 2007 році за голосуванням інтернет-користувачів Держпром посів 17 місце у всеукраїнській акції «Сім чудес України», а за оцінками експертів — 21 місце[36].
- Держпром очолив список «Сім чудес Харкова», набравши найбільшу кількість голосів, що майже вдвічі перевищує кількість відданих голосів за друге місце — Свято-Успенський собор[37].
- У момент спорудження це був один із найбільших та найвищих в СРСР (за іншими даними, в Європі) хмарочос.
- Спочатку, за рекомендацією Харківського НДІ гігієни, ручки на всіх дверях Держпрому були мідними. Медики наказали використовувати мідь, що володіє бактерицидними властивостями і, за даними тих років, вбиває мікроби.
- 7 з 12 ліфтів будівлі працюють без заміни з початку експлуатації в 1928 році.
- У 2021 році було виконано заміну 6 ліфтів на нові, зі збереженням інтер'єру та реставрацією окремих елементів[38].

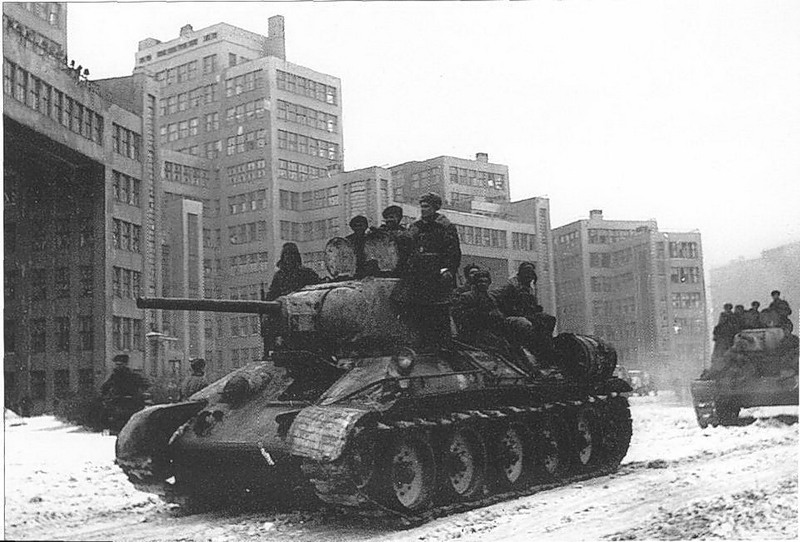
Т-34 на околицях Держпрому
(16 лютого 1943)

- Існує легенда, що площу Дзержинського (Свободи) розчистили на суботнику харківські чекісти перед приїздом важко хворого Фелікса Дзержинського і провели на ній парад на його честь.
- В радянські часи існував міф, що якщо подивитися на дах Держпрому з неба, то можна побачити нотний стан, а на ньому початок гімну «Інтернаціонал». Насправді ніякого нотного стану в плануванні Держпрому не існує[24].
- Перший у світі аеробус, семимоторний літак-велетень К-7 було створено на Хазі в КБ Калініна в 1933 році. Його називали «Повітряний Держпром».
- У третьому під'їзді Держпрому існує його музей, створений у 1986—1987 роках за участю письменника Едуарда Мойсейовича Звоницького і академіка архітектури Олександра Юрійовича Лейбфрейда.
- Спеціально для ремонту Держпрому українська компанія «Хенкель Баутехнік Україна» розробила штукатурку машинного нанесення, хоча серійно під маркою «Ceresit» випускається лише одна штукатурка для машинного нанесення (декоративна біла «Ceresit CT 36»).
- Письменника Володимира Маяковського вразила українізація Харкова, всі будівельники Держпрому розмовляли лише українською мовою і не розуміли його російськомовних запитань. З цього приводу він склав вірш:

|  | «Однажды, забросив в гостиницу хлам, забыл, где я ночую. Я адрес по русски спросил у хохла. Хохол отвечал: - Не чую.» |

Журнал українських футуристів «Нова генерація», до співробітників якого належав і Маяковський, негайно відреагував на це критичною статтею, в якій нагадав про національну обмеженість.

## Архітектура

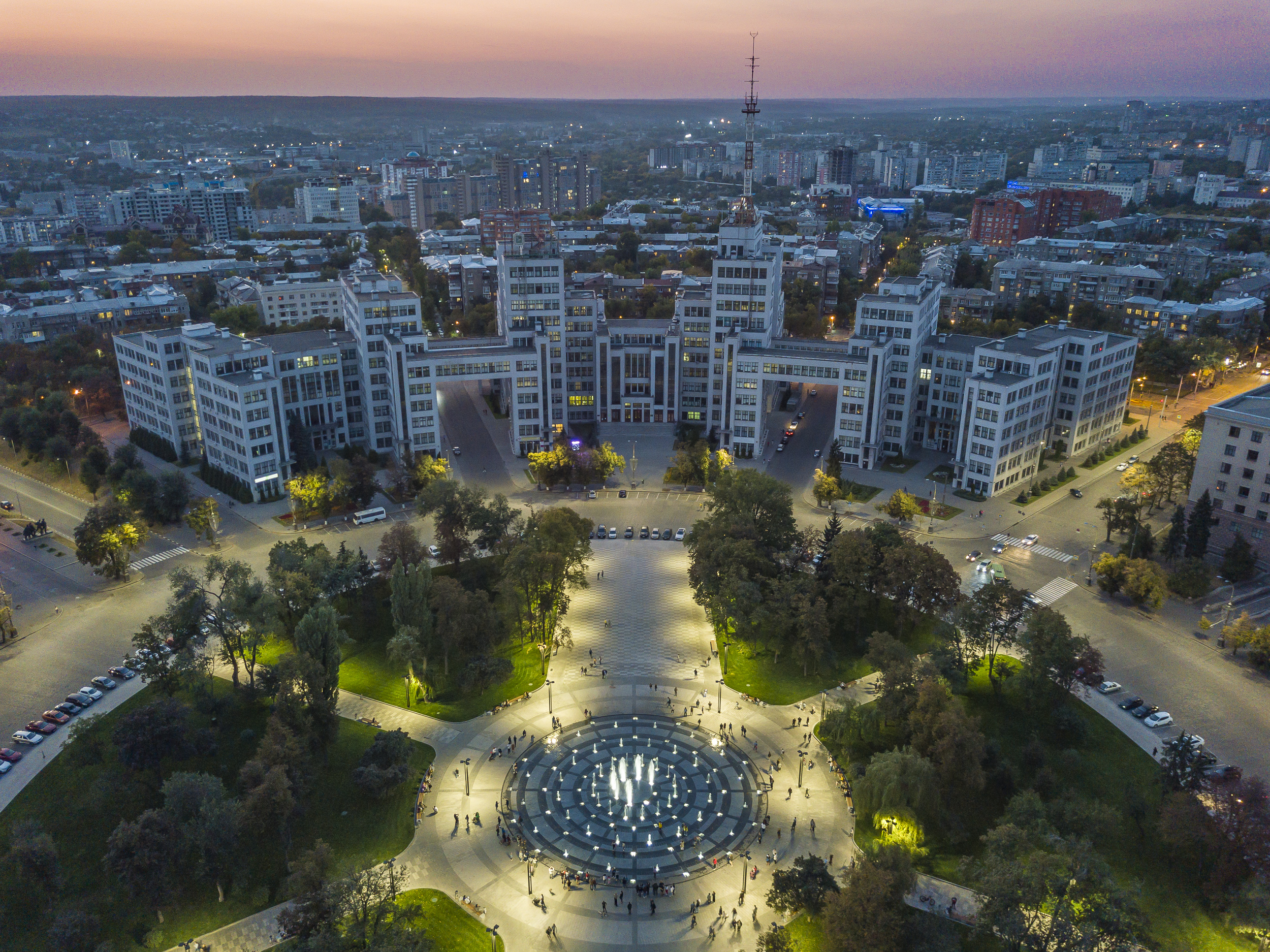
Сучасний вигляд (2020)

Архітектура Держпрому має інтернаціональний конструктивізм, його форми індустріальні, широко прийнята раціоналізація. Будинок має високий естетичний потенціал і функціональність, його будівництво порівнюють з "комунікаційним стрибком". У 1920-ті роки така архітектура була в новинку не тільки в Європі, а й у всьому світі. Держпром є символом Харкова — індустріальний, сучасний і масштабний.
Архітектурний функціоналізм охоплює такі функції:
- утилітарна — приміщення для діяльності з управління промисловістю України;
- ідеологічна — розкриття ідеї індустріалізації як прогресивного явища;
- соціальна — просторий центр нового Харкова, соціально важливий об'єкт управління, місце масових подій: свят, демонстрацій;
- символічна — «організований світ», символ нової епохи й індустріалізації;
- композиційна — домінування в просторовій структурі міста; з'єднання просторів площі й міста (на рівні міста); розмежування площі й міста (на рівні площі); світлотіньове виявлення пластики;
- семантична — лаконізм форм, що приводять до архетипових схем; залучення до символіки ландшафту.

У первинному проєкті Держпрому внутрішні перегородки уздовж будівлі були відсутні. Будівля фасадом навмисно скерована на схід так, щоб сонце, що заходить, просвічувало його наскрізь. Разом із великим заскленням, це створювало ефект простору, об'єму й легкості. У променях сонця вікна, що виходять на захід, мали палати вогнем.
Предмети детально розробленого інтер'єру (стіни, вікна, сходові поручні, дверні ручки, віконні шпінгалети й інше) містять ексклюзивний рельєф з буквами «ДГП» (Дом Государственной промышленности). В будівництві використана плитка заводу Едварда Фердинанда Берґенгейма з дореволюційним клеймуванням.

## Пам'ятник української спадщини ЮНЕСКО
У 2004 році в Харкові відбулася міжнародна науково-практична конференція «Конструктивізм в Україні», в рамках якої було висловлено зауваження щодо робіт, що провадилися на об'єкті.
Закордонні експерти «International Council on Monuments and Sites» (Міжнародна рада з охорони пам'ятників і відомих місць), член Правління польського комітету «ICOMOS», професор Відділення архітектури Гданьської Політехніки Романа Челатковська (Польща), професор Джеймс Л. Тайтус (США), завідувач відділом вітчизняної і зарубіжної архітектури ХХ, XXI століття Науково-дослідного інституту теорії архітектури і будівництва Ю. П. Волчок (Росія), заступник директора Державного науково-дослідницького музею архітектури імені О. В. Щусєва І. А. Казусь рекомендували керівництву виробничо-експлуатаційного підприємства «Держпром» і міським архітектурним органам переглянути концепцію реконструкції.
|  | Засклення, яке становить понад половину поверхні Держпрому, на думку міжнародних експертів, було знівечене остаточно. Справа не в тому, що дуб було замінено алюмінієм, а в тому, що подвійні цікаві рами — і віконні, і на сходових вітражах — замінено пласкими склопакетами. Це дуже спотворило сприйняття Держпрому. Завідувач кафедри основ архітектури ХДТУБА, к. арх. н. Олександр Буряк. |

Експертна оцінка була широко віддзеркалена в пресі, були зроблено неправильні висновки й організовано кампанію, нібито пам'ятник зазнав великих втрат і його не можна вносити до списку пам'ятників ЮНЕСКО. Це завдало значної шкоди намірам щодо необхідності підготування комплекту науково-проєктної документації зі збереження пам'ятника і подальшого його просування в список всесвітньої спадщини.
У жовтні 2016 року почали готувати документи до внесення Держпрому до списку спадщини ЮНЕСКО. У 2017 році Держпром було внесено у попередній список Всесвітньої спадщини ЮНЕСКО, після чого очікувалося на внесення в основний список. За словами Голови Харківської ОДА Юлії Світличної, вона докладе зусиль як віце-президент Конгресу регіональних влад Ради Європи та спробує прискорити процес набуття Держпромом статусу спадщини ЮНЕСКО. Після цього питання щодо внесення Держпрому в список Всесвітньої спадщини не підіймалося.
7 вересня 2022 року ЮНЕСКО внесло Держпром до Міжнародного списку культурних цінностей, які перебувають під посиленим захистом. Після російського удару по будівлі 28 жовтня 2024 року знову постало питання про віднесення будівлі до Світової спадщини. У ЮНЕСКО заявили, що готові пришвидшити процедуру та допомогти профінансувати роботу експертів зі створення номінаційного досьє разом з мерією Варшави, а також запропоновано надати статус всьому ансамблю майдану Свободи.

## Держпром у літературі
- Найдетальніше всю історію будівництва й існування Держпрому наведено в книзі «Держпром» Едуарда Мойсейовича Звоницького і Олександра Юрійовича Лейбфрейда.
- Історія Держпрому як відображення епохи 1920—1930-х років, описано в ювілейному випуску «Держпром. Час. Доля»
- У творі Івана Багряного «Сад Гетсиманський» у в'язницю НКВС на Холодній Горі було посаджено архітектор Держпрому.
- В жовтні 1925 року в одному з жовтневих номерів журналу «Полум'я» описано хроніку будівництва. В цій хроніці будівництва дано основні визначення: «волховстроєвський» характер, гігантський мурашник, висока механізація будівельних процесів. У журналі описано також картину експлуатації хмарочоса: «сяючий вогнями дванадцятиповерховий колос із фантастичного роману, асфальтовані вулиці, автобуси, що снують навколо, і автомобілі, московський концерт, що ллється з гучномовця».
- «Там де ворони билися над падлом каркаючи, у полотно залізниць забинтований, столицею гуде Український Харків, живий, трудовий, залізобетонний» — Володимир Маяковський. Цікаво, що відкриттям Держпрому збулась мрія поета збудувати залізобетонний хмарочос, процитована ним ще в 1922 році: «Шарахнемо в небо залізобетон!».
- «Чудова гармонія, що виражає дух робітничого класу». — Максим Горький.
- «Диво, побачене в Харкові». — Теодор Драйзер.
- «Бетонно-скляні сонячні корпуси». — Олесь Гончар.
- «Залізобетонна громада Держпрому — цей перший український хмарочос». — Олесь Гончар.
- «Вже внизу повертався щільним скупченням сірих кришталів харківський Палац промисловості». — Валентин Катаєв.
- «Відомий Будинок» — Анатолій Рибаков.
- «У синяві Держпром сяє сірий, ніби він в Алупці, блакитною» — Микола Ушаков.
- «Зі сходу над містом зростають крила світла, небо рожевіє, свіжо, пелюстковим дощем, що відшумів, виблискують зелені крони дерев, грають склом на віддалі стрункі корпуси Держпрому». — Олесь Гончар.
- «Якщо кінець, то тільки так, тільки там, на площі Дзержинського перед Держпромом, влетіти і впасти, як падали колись гінці — вісники перемоги на площах античних міст.» — Олесь Гончар.
- Держпром було описано у книзі Рейнера Бенхама «Теорія і проєкт Першого століття машин», як головне архітектурне досягнення світу[45].
- Будівництво Держпрому відвідав декілька разів французький письменник Анрі Барбюс. Сильний розмах спорудження і ентузіазм будівельників не залишили його байдужим. У своєму журналі «Монд» він опублікував статтю під назвою «Будинок-гора», в якій відзначив, що на будівництві Держпрому було вперше в світі вирішено багато архітектурних та інженерних задач.

## Держпром у мистецтві

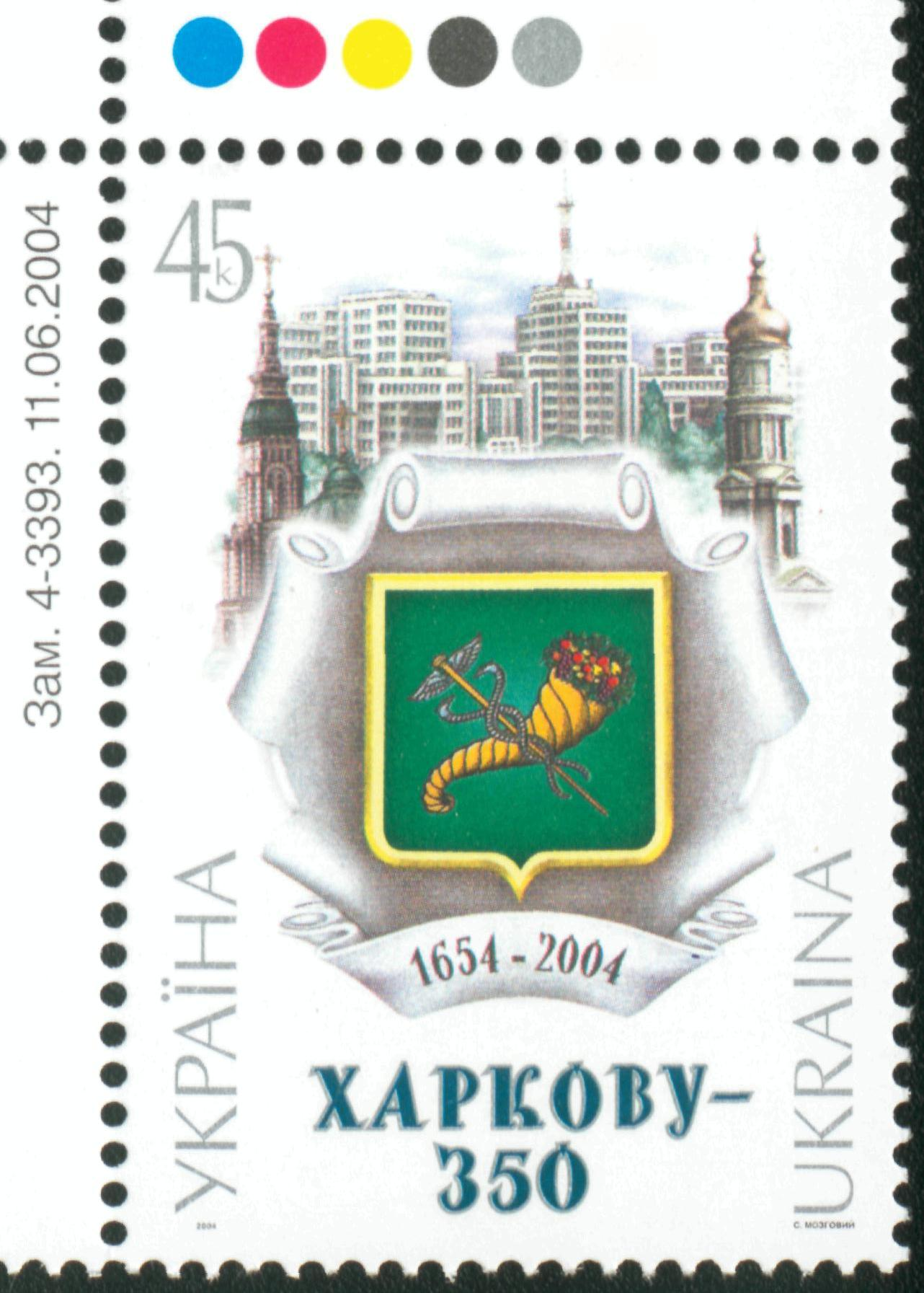
Поштова марка України до 350-річчя Харкова

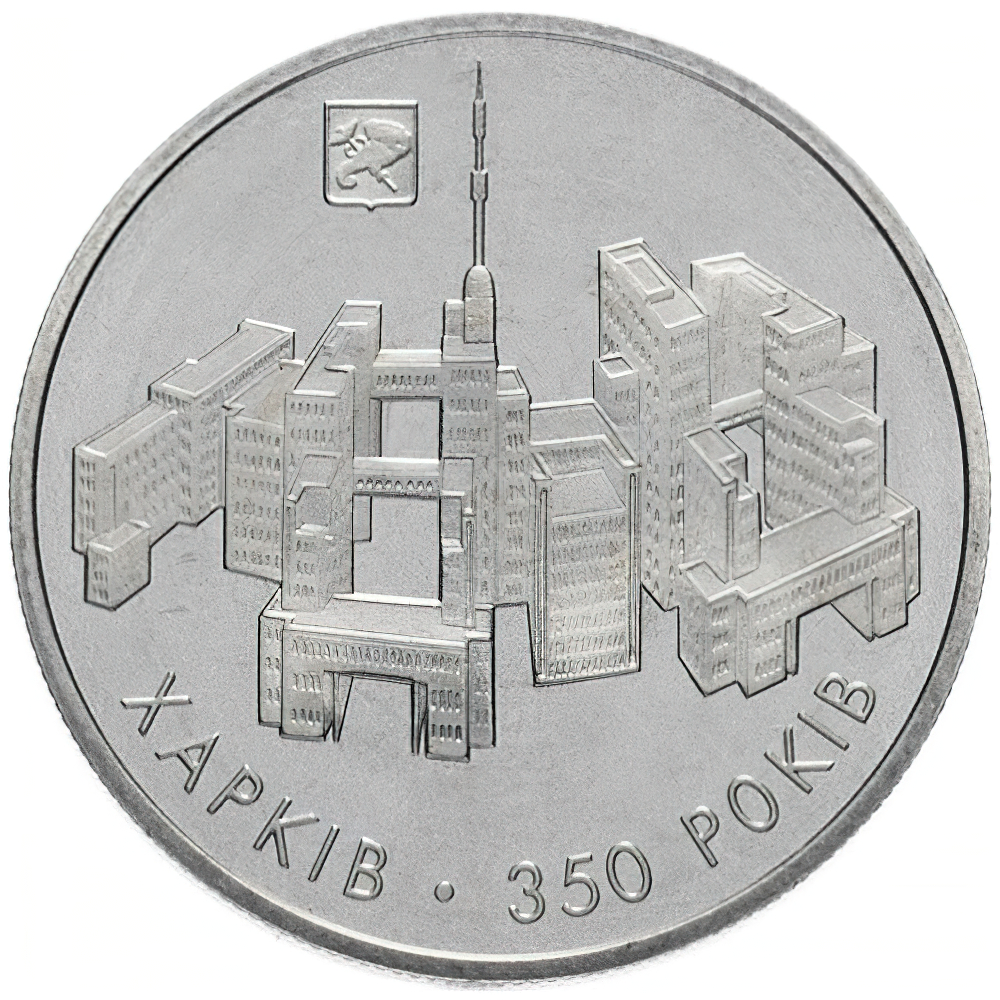
Пам'ятна монета НБУ 2004 року

- Першу гравюру Держпрому намалював український художник Іван Іванович Падалка, ще під час його будівництва в 1927 році.
- Держпром з'явився в радянському фільмі Дзиґи Вертова «Три пісні про Леніна» (1934 року) як символ сучасності.
- Український художник Іван Миколайович Шульга в 1930 році намалював картину Держпрому, далі цей малюнок використовували на листівках.
- Зображення Держпрому було викарбувано на жетонах Харківського метрополітену.
- У 2004 році НБУ випустив ювілейну монету вартістю в 5 гривень на честь 350-річчя Харкова, на зворотному боці якої викарбувано вид на Держпром зверху з боку медінституту.
- У 2004 році Укрпошта випустила поштову марку «350 років Харкову», у центрі якої зображений вид на Держпром з боку площі Свободи.
- У 2005 році було знято документальний фільм «Держпром», що був присвячений даній будівлі[46].
- Документальний фільм «Будинок» 2019 року — спільне виробництво України та Німеччини (режисерки — Тетяна Кононенко, Матільда Местер). Українська прем'єра фільму відбулася 29 квітня 2020 року у рамках конкурсної секції «DOCU/UKRAINE» кінофестивалю Docudays UA[47].
- У будівлі Держпрому зняли частину епізодів художніх фільмів «Дау» та «Поводир»[35].
- У березні 2022 року харківський художник Патрік Касанелі створив логотип «Харків Залізобетон» із зображенням елементів будівлі Держпрому, який став символом незламності міста у спротиві російській агресії. Зображення стало вірусним, художник та волонтери розміщували його на шевронах, футболках, худі, кепках, шапках тощо, які розповсюджували за донати для української армії[48].